# 岩崎太整
岩崎 太整（いわさき たいせい、1979年7月22日 - ）は、日本のミュージシャン、作曲家、劇伴作家。北海道札幌市豊平区出身。

## 略歴
日本大学芸術学部映画学科卒業。映画・ドラマ・CM等の音楽を手掛ける作曲家。「竜とそばかすの姫」で2022年日本アカデミー賞 最優秀音楽賞を受賞。大学では脚本を専攻していた。

## 人物
- 趣味はバスケットボール観戦で、NBA井戸端会議メンバー。NBA関連の番組に曲の提供もしている。
- 父親は函館市の出身で、大好きな街の一つであると語る。

## ディスコグラフィ

### 配信シングル
| 発売日        | タイトル                                                                         |
| ------------- | -------------------------------------------------------------------------------- |
| 2016年1月27日 | Fire (WOWOW NBAオリジナルテーマソング)                                           |
| 2021年6月24日 | My Wish (Netflix 『全裸監督』主題歌)                                             |
| 2022年6月18日 | Seeking the Truth feat. YAHZARAH (Netflix アニメ『スプリガン』主題歌)            |
| 2022年6月18日 | Ancient Creations feat. Shing02 (Netflix アニメ『スプリガン』エンディングテーマ) |

### サウンドトラック
2013年
- SUMMER NUDE
- カノジョは嘘を愛しすぎてる

2015年
- ジョーカー・ゲーム
- 俺物語!!
- 血界戦線

2016年
- ナイトヒーロー NAOTO（テレビ東京）
- NHK土曜ドラマ「スニッファー 嗅覚捜査官」

2017年
- 奥田民生になりたいボーイと出会う男すべて狂わせるガール
- 血界戦線 ＆ BEYOND

2018年
- ひそねとまそたん
- dele

2020年
- ワンダーウォール 劇場版

2021年
- 竜とそばかすの姫

2022年
- スプリガン
- First Love 初恋

2023年
- 拾われた男

2024年
- メタリックルージュ

2025年
- ファーストキス 1ST KISS
- 新幹線大爆破

## 担当作品

### 映画
2006年
- JAPONICA VIRUS ジャポニカウイルス

2008年
- R246story「ありふれた帰省」

2009年
- Blue Pacific Story「フィッシュボーン」
- SR サイタマノラッパー

2010年
- SR サイタマノラッパー2 女子ラッパー☆傷だらけのライム
- お墓に泊まろう!

2011年
- モテキ

2012年
- SRサイタマノラッパー ロードサイドの逃亡者
- 営業1∞万回
- 巨神兵東京に現わる

2013年
- カノジョは嘘を愛しすぎてる
- ゴッドタン キス我慢選手権 THE MOVIE
- 恋の渦
- 映画「立候補」

2014年
- ゴッドタン キス我慢選手権 THE MOVIE2 サイキックラブ

2015年
- ジョーカー・ゲーム
- 俺物語!!

2017年
- ゴースト・イン・ザ・シェル / GHOST IN THE SHELL
- 奥田民生になりたいボーイと出会う男すべて狂わせるガール

2020年
- ワンダーウォール 劇場版
- Delivery Health

2021年
- in-side-out
- 劇場版 がんばれ!TEAM NACS
- 竜とそばかすの姫 - 音楽監督／音楽

2023年
- しん次元! クレヨンしんちゃん THE MOVIE 超能力大決戦 〜とべとべ手巻き寿司〜

2025年
- ファーストキス 1ST KISS
- SUNA (MIRRORLIAR FILMS Season7)
- 新幹線大爆破
- TOKYOタクシー

2026年
- SUKIYAKI 上を向いて歩こう

### ドラマ
2010年
- ドラマ24 モテキ（テレビ東京）

2012年
- ドラマ24 クローバー（テレビ東京）
- 好好!キョンシーガール（テレビ東京）

2013年
- めしばな刑事タチバナ（テレビ東京）
- SUMMER NUDE（フジテレビ）

2014年
- おわらないものがたり（フジテレビ）
- 森山未來 自撮り365日 踊る阿呆（NHK総合）

2015年
- 山田孝之の東京都北区赤羽（テレビ東京）
- かもしれない女優たち（フジテレビ）

2016年
- スニッファー 嗅覚捜査官（NHK総合）
- ナイトヒーロー NAOTO（テレビ東京）
- かもしれない女優たち2016（フジテレビ）

2017年
- SRサイタマノラッパー〜マイクの細道〜（テレビ東京）
- 下北沢ダイハード（テレビ東京）

2018年
- 京都発地域ドラマ ワンダーウォール（NHK BSプレミアム）
- dele（テレビ朝日）

2019年
- 全裸監督（Netflix）

2020年
- Living（NHK総合）
- タリオ 復讐代行の2人（NHK総合） - 音楽プロデューサー

2021年
- がんばれ!TEAM NACS（WOWOW）
- 全裸監督 season2（Netflix）

2022年
- 拾われた男 Lost Man Found（NHK BSプレミアム）- 音楽監督／音楽
- First Love 初恋（Netflix）

2023年
- フェンス（WOWOW） - 音楽プロデューサー

2025年
- 日本一の最低男 ※私の家族はニセモノだった（フジテレビ） - 音楽プロデューサー

### アニメ
2015年
- 血界戦線（MBSほか）

2017年
- 血界戦線 & BEYOND（MBSほか）

2018年
- ひそねとまそたん（TOKYO MXほか）

2022年
- スプリガン（Netflix）

2024年
- メタリックルージュ（フジテレビほか）

### ラジオドラマ
- はるかぜ、氷をとく（2021年、NHK）
- ラジオ100年記念ドラマ イモヅル（2025年、NHK）

### テレビ
- 第70回NHK紅白歌合戦オープニングテーマ「新体歌」（2019年、NHK総合）

### 舞台
- 「桜 sakura サクラ」 前進座劇場（2009年）
- コクーン歌舞伎「佐倉義民傳」 シアターコクーン（2010年）
- ロックミュージカル「ヘドウィグ・アンド・アングリーインチ」 Shibuya O-EAST（2012年）
- 「HEDWIG AND THE ANGRY INCH Special Show」（2017年）

### 展示・インスタレーション
2012年
- スタジオジブリ「巨神兵東京に現わる」
- NHK 東京スカイツリー開業記念プロジェクションマッピング 「江戸、東京、そして未来へ」
- JR東日本 東京駅プロジェクションマッピング「TOKYO STATION VISION」

2014年
- NHK 「8K Future of TV」

2016年
- リオデジャネイロオリンピック Japan House「Water Tree」
- 東京オリンピック「TOKYO 2020 Venue」

2017年
- カザフスタン EXPO'17 日本館メイン展示

2021年
- ANREALAGE Spring-Summer 2022 COLLECTION “DIMENSION”

### その他
2008年
- NTT docomo ドラマ「春と秋のカエルの王子」

2010年
- TV CM「イマージュ」

2011年
- AKB48「not yet」週末notyet ショートムービー
- 「月刊 田畑智子『Kazuko’s Case』

2019年
- 第86回 NHK全国学校音楽コンクール 高等学校の部 課題曲「僕が僕を見ている」

2020年
- 「笑う門には福来たる！野村萬斎の狂言エクササイズ」

2021年
- スタジオジブリ 愛知県観光動画「風になって、遊ぼう」

2023年
- カネボウ「I HOPE.」
- JR東海「会いにいこうキャンペーン」
- 豊田通商「心が、ひらく。-Open Mind-」
- 東海旅客鉄道 新幹線車内チャイム「会いにいこう」

2024年
- JR東海「会いにいこう」~60周年ver.~
- ジブリパーク 「ジブリパークの音響世界」

2025年
- MUSIC AWARDS JAPAN 2025 オープニングショー「RYDEEN REBOOT」

## 楽曲提供
- DAOKO
  - 2016年 - 「FASHION」
  - 2017年 - 「TOKYO-KICK-ASS」
- 大森靖子
  - 2017年 - 「地球最後のふたり feat. DAOKO」
- サイプレス上野とロベルト吉野
  - 2017年 - 「メリゴ feat. SKY-HI」
- Every Little Thing
  - 2016年 - 「ブルースター」
- ピエール中野（凛として時雨）
  - 2014年 - 「Chaotic Vibes Orchestra」プロデュース
  - 2014年 - 「Animus」
- 福本莉子
  - 2018年 - 「少女はあの空を渡る」
- Dパイ［甘粕ひそね（久野美咲）、貝崎名緒（黒沢ともよ）、星野絵瑠（河瀬茉希）、絹番莉々子（新井里美）、日登美真弓（名塚佳織）］
  - 2018年 - 「Le temps de la rentrée〜恋の家路（新学期）〜」編曲・プロデュース
- SATOKO
  - 2018年 - 「Trick me Treat me」
- Belle
  - 2021年 - 「心のそばに」
- Belle
  - 2021年 - 「はなればなれの君へ」
- UA
  - 2023年 - 「会いにいこう」

## 受賞歴
- 2012年 - 第35回日本アカデミー賞・優秀音楽賞『モテキ』[6]
- 2013年 - グッドデザイン賞2013 JR東日本 東京駅プロジェクションマッピング『TOKYO STATION VISION』
- 2022年 - 第45回日本アカデミー賞・最優秀音楽賞『竜とそばかすの姫』[7]
- 2022年 - 第36回日本ゴールドディスク大賞・サウンドトラック・アルバム・オブ・ザ・イヤー 『竜とそばかすの姫』
- 2023年 - 第60回ギャラクシー賞・CM部門優秀賞 『JR東海 「会いにいく、が今日を変えていく。」』